# Mysrysare
Mysrysare-serien är en pocketbokserie där tre serier ingår: Rebecca, En Mysrysare och Mysrysare. Utgiven av Wennerbergs förlag. Serierna handlar om ond bråd död. Handlingen är ofta en ung vacker kvinna som får vara med om en del mystiska händelser. 
| Volym | Titel                   | Författare             | Utgivningsår | Serie        |
| ----- | ----------------------- | ---------------------- | ------------ | ------------ |
| 1     | Ondskans Blomma         | Delphine C. Lyons      | 1966         | Rebecca      |
| 2     | Slottet Barra           | Virginia Coffman       | 1966         | Rebecca      |
| 3     | Det Spanska Huset       | Hester Bourne          | 1966         | Rebecca      |
| 4     | Dimmornas ö             | Marilyn Ross           | 1966         | Rebecca      |
| 8     | Oväntat arv             | Priscilla Dalton       | 1967         | Rebecca      |
| 31    | Farligt arv             | Judith Ware            | 1968         | En Mysrysare |
| 39    | Det hände i Marrakesh   | Dorothy Daniels        | 1969         | En Mysrysare |
| 43    | Eremitens ö             | Jean Philips           | 1969         | En Mysrysare |
| 44    | Det grymma testamentet  | Dorothy Daniels        | 1969         | En Mysrysare |
| 51    | Fången                  | Donella St. Michels    | 1970         | En Mysrysare |
| 55    | Stulet Liv              | Anthony Gilbert        | 1970         | En Mysrysare |
| 57    | Den dolda sanningen     | Mary Linn Roby         | 1970         | En Mysrysare |
| 58    | Var är Jenny?           | Frances Shelly Wees    | 1970         | En Mysrysare |
| 67    | Dunkelt hot             | Iris Barry             | 1971         | En Mysrysare |
| 68    | Som i en ond dröm       | Beatrice Parker        | 1971         | En Mysrysare |
| 71    | En doft av jasmin       | Dan Ross               | 1971         | En Mysrysare |
| 73    | En man i svart          | Edwina Marlow          | 1971         | En Mysrysare |
| 78    | Monte Solaros hemlighet | Dan Ross               | 1971         | En Mysrysare |
| 79    | Mallorca mysteriet      | Christine Randell      | 1971         | En Mysrysare |
| 80    | Men störst är kärleken  | Margaret Summerton     | 1971         | En Mysrysare |
| 83    | Främlingen vid sjön     | Beatrice Parker        | 1972         | En Mysrysare |
| 86    | Dörr mot döden          | Mary Roberts Rinehart  | 1972         | En Mysrysare |
| 94    | Flickan från havet      | Ruth Abbey             | 1973         | Mysrysare    |
| 96    | Wingarden               | Elsie Lee              | 1974         | Mysrysare    |
| 99    | Ett glas sherry         | Dewey Ward             | 1974         | Mysrysare    |
| 105   | Ormbunksdalen           | Simeon Brooks          | 1974         | Mysrysare    |
| 106   | Förbannelsen            | Marion Zimmer Bradley  | 1974         | Mysrysare    |
| 109   | Häxsabbaten             | Raymond Giles          | 1975         | Mysrysare    |
| 110   | Stormens fångar         | Willo Davis Roberts    | 1975         | Mysrysare    |
| 111   | Skräckens hus           | Evelyn Bond            | 1975         | Mysrysare    |
| 112   | Den långa väntan        | Patricia Robins        | 1975         | Mysrysare    |
| 122   | Vinden bådar inte gott  | Sharon B. Wagner       | 1976         | Mysrysare    |
| 141   | Kvinnan från skuggorna  | Dorothy Daniels        | 1977         | Mysrysare    |
| 142   | Det förflutnas spöke    | Sharon Wagner          | 1977         | Mysrysare    |
| 150   | Ödesdigert bud          | Abigail Clements       | 1978         | Mysrysare    |
| 151   | Vem Var Susan?          | Ruth MacLeod           | 1978         | Mysrysare    |
| 163   | Se dig inte om          | Marilyn Ross           | 1979         | Mysrysare    |
| 164   | Häxans hus              | Charlotte Armstrong    | 1979         | Mysrysare    |
| 166   | Kvinnan i svart         | Monica Heath           | 1979         | Mysrysare    |
| 170   | Vad döljer natten?      | Frances Y. McHugh      | 1979         | Mysrysare    |
| 186   | Joanna                  | Jane Blackmone         | 1981         | Mysrysare    |
| 188   | Ljud i natten           | Mary Lee Falcon        | 1981         | Mysrysare    |
| 190   | Skuggornas sjö          | Georgia M.Shewmake     | 1981         | Mysrysare    |
| 192   | Döden går i änglamark   | Elisabet & Per Reymers | 1981         | Mysrysare    |
| 193   | Se dig för!             | Caroline Crane         | 1981         | Mysrysare    |
| 195   | Cordelias Hus           | Joyce Morton           | 1982         | Mysrysare    |
| 196   | Månsnäckan              | Louise Bergstrom       | 1981         | Mysrysare    |
| 209   | Resa i mörker           | Judith Bordill         | 1983         | Mysrysare    |
| 216   | Mörkrets makter         | Judy Boynton           | 1983         | Mysrysare    |
| 225   | Mörka Minnen            | Diana Yalel            | 1984         | Mysrysare    |
| 227   | Sanningen om Marilisa   | Anne Mariel            | 1984         | Mysrysare    |
| 257   | Stormarnas hemvist      | Nelle McFather         | 1986         | Mysrysare    |

Titlar och omslag i övrigt kan hittas på Serielagret